# Grotta dell’Uzzo
Grotta dell’Uzzo – jaskinia położona nad zatoką Castellammare w prowincji Trapani na Sycylii, około 10 kilometrów na południowy wschód od San Vito Lo Capo. Stanowisko archeologiczne.
Podczas prac wykopaliskowych w jaskini odkryto ślady związane z okresowymi pobytami ludności mezolitycznej. Wiek grubej na 6 metrów warstwy stratygraficznej z depozytami archeologicznymi określany jest przy pomocy datowania radiowęglowego na między 8 a 5,8 tys. lat p.n.e. Nie jest jasne, czy osadnictwo miało charakter ciągły, czy też występowały w nim jakieś luki czasowe. Poza narzędziami kamiennymi odkryto szczątki organiczne świadczące o składzie diety mieszkańców jaskini. Ludność ta trudniła się polowaniem na jelenie, daniele, ptaki, dzikie świnie i małe zwierzęta futerkowe, a także połowami małży i ryb (m.in. tuńczyków). Wyprawiano się także na łowy morskie, których celem były walenie. Dietę uzupełniano zbieractwem, głównie żołędzi, dzikich oliwek i winogron oraz grochu. Na przełomie mezolitu i neolitu pojawiają się ślady uprawy roślin i domestykacji świni. W jaskini odkryto także pochówki ludzkie, obecność u zmarłych próchnicy zębów świadczy o bogatym udziale w spożywanym pożywieniu węglowodanów i cukrów.